# Boulevard de la Marne (Rouen)
Pour les articles homonymes, voir Boulevard de la Marne.
Le boulevard de la Marne est une voie publique de la commune française de Rouen.

## Situation et accès
Il est situé en rive droite de la Seine, dans le prolongement du boulevard des Belges. Avec ce dernier ainsi que les boulevards de l'Yser et de Verdun (tous faisant référence à la Première Guerre mondiale), il permet de desservir le Vieux Rouen, notamment la gare de Rouen-Rive-Droite et la rue Jeanne-d'Arc.
Rues adjacentes
- Rue de Lemery
- Rue Abbé-Cochet
- Rampe Bouvreuil
- Rue Alain-Blanchard
- Rue Jeanne-d'Arc

## Origine du nom
Le nom de la rue fait référence à la victoire française lors de bataille de la Marne en septembre 1914.

## Historique
Ancien « boulevard Bouvreuil », puis « boulevard Jeanne-d'Arc » à partir de 1867, il prend sa dénomination actuelle après la Première Guerre mondiale, en 1922.

## Bâtiments remarquables et lieux de mémoire
- no 5 : René Helot, médecin, y a habité.
- Au no 6 : le bâtiment de la Direction départementale de la Poste est dû à l'architecte Pierre Chirol.
- no 19 : Jean-Baptiste Morel, avocat, maire de Rouen, y a habité.
- no 55 : Georges Métayer, député-maire de Rouen, y a habité.
- Au no 59 : bâtiment dû à l'architecte Émile Janet[3],[4].
- no 63 : Louis Née, médecin, maire de Rouen, y a habité.

### Statuaire
Une statue en bronze d'Armand Carrel, œuvre de Louis Albert-Lefeuvre, y fut élevée à l'angle de la rue Verte en 1887 (aujourd'hui disparue).
Un buste à la mémoire de Georges Dubosc dû à Alphonse Guilloux y fut placé au pied de la rampe Bouvreuil en 1929.